# Falanga (partia)
Falanga Hiszpańska (hiszp. Falange Española) – hiszpańskie ugrupowanie faszystowskie i skrajnie prawicowe, założone w roku 1933. W latach 1937–1975 główna i jedyna legalna siła polityczna Państwa Hiszpańskiego.

## Historia

### W czasach Joségo Antonia Prima de Rivery
Falange Española została założona 29 października 1933 roku przez Joségo Antonia Prima de Riverę. Z początku była mało znaczącą partią głoszącą raczej niejasny program oparty na nacjonalizmie i solidaryzmie społecznym, jednakże zbliżony do faszyzmu. José Antonio, choć początkowo był przeciwny używania terminu „faszyzm”, przyjął postulaty faszyzmu włoskiego, popierał autorytaryzm, naśladował i przyjął symbolikę, i hasła faszystowskie. W 1934 Falanga połączyła się z inną niewielką, radykalną partią Junty Ofensywy Narodowo-Syndykalistycznej, założoną w 1931 roku przez Ramiro Ledesma Ramosa, i przyjęła jej nacjonalistyczno-syndykalistyczny program. Junta propagowała przemoc jako narzędzie walki politycznej, a także okazywała sympatię Mussoliniemu i Hitlerowi. 
Nowy program polityczny znalazł pełny wyraz w Manifeście Falangi, który José Antonio Primo de Rivera napisał w listopadzie 1934. W 27 punktach Manifest głosił doktrynę mocarstwowej Hiszpanii, postulował wprowadzenie totalitaryzmu, zastąpienie rynku organizacją państwowych syndykatów wytwórczych, reformę rolną i podporządkowanie Kościoła katolickiego interesom państwa. W światopoglądzie falangistowskim obok elementów nacjonalistycznych były obecne elementy socjalistyczne. Krytykowano kapitalizm, żądano poprawy losów chłopów i robotników, walczono z wyzyskiem pracowników. Marksizm odrzucano jako obcą ideologię. 
Falanga mogła liczyć na wsparcie finansowe ze strony faszystowskich Włoch. W oficjalnym organie prasowym, jakim był kwartalnik „Jerauia. La revista negra de la Falange”, z nadzieją pisano o faszyzmie: „Nasze czasy przynoszą nam narodziny epoki klasycznej, nowego średniowiecza, epoki faszyzmu, której dobrodziejstw doświadcza Hiszpania za sprawą Falangi". 
Do 1936 Falanga nie odgrywała istotnej roli. W wyborach z lutego 1936 poniosła wręcz klęskę zdobywając zaledwie 0,7% głosów. Jedynie jej bojówki były widoczne na ulicach miast, gdzie toczyły zażarte starcia z bojówkami lewicy. Dopiero po przejęciu władzy przez Front Ludowy Falanga zaczęła zyskiwać zwolenników wśród stronników konserwatystów i prawicowych ugrupowań katolickich. Wydatnie pomogło jej w tym aresztowanie (6 lipca 1936) i rozstrzelanie (20 listopada 1936) jej założyciela J.A. Primo de Rivery, który stał się w opinii prawicy męczennikiem. Po aresztowaniu J.A. Primo de Rivery Falanga nawiązała kontakt z wojskowymi spiskującymi przeciwko Republice. Po wybuchu wojny domowej w lipcu 1936 Falanga udzieliła rebeliantom poparcia i wkrótce stała się najważniejszą z sił politycznych popierających stronę nacjonalistyczną.

### Antysemityzm w Falandze
Falanga nie bazowała na antysemityzmie, chociaż w partyjnej prasie pojawiały się artykuły o takim charakterze. Przywódcy ruchu nigdy nie odcięli się od antysemityzmu. Działacze prowadzili m.in. akcję przeciwko żydowskim uchodźcom z III Rzeszy. W pierwszym numerze falangistowskiego pisma „Arriba España de Pamplona” z 1 sierpnia 1936 roku padł slogan nawołujący do walki z judaizmem, masonerią, marksizmem i separatyzmem. Wiosną 1935 roku Falanga przewodziła jednej z niewielu antysemickich akcji, jakie miały miejsce w ówczesnej Hiszpanii. Był to napad z użyciem broni palnej na SEPU otwarte przez żydowskich uciekinierów z Niemiec. Falangistowskie czasopismo „Arriba” pisało 18 kwietnia 1935 roku: „Finansowe monstrum wbija swoje szpony w narodową ekonomię. SEPU, wielka żydowska firma, nadal wykorzystuje obrzydliwie swoich pracowników i coraz bardziej tłamsi małe przedsiębiorstwa”.

### Pod władzą Francisca Franco
W momencie wybuchu wojny (lipiec 1936) Falanga miała 36 tys. członków, w 1937 – 240 tys., w 1938 – 362 tys., w 1939 – już 650 tys., a po wojnie w 1942 – milion. W czasie wojny domowej w armii Franco służyło 150 tys. falangistów, którzy tworzyli zmilitaryzowane oddziały tzw. Chorągwie Falangi (Banderas de Falange). Falanga zajęła miejsce rozpadających się tradycyjnych partii prawicowych – CEDA i Hiszpańskiego Odrodzenia (Renovación Española) – które wcześniej poparły rebelię.
W 1937 generał Franco uznał, że rosnąca w siłę, mimo utraty głównych przywódców, Falanga, z ideologią zgodną z jego celami, może być podstawą do zjednoczenia całego wspierającego go zaplecza politycznego. 19 kwietnia 1937 generał Franco połączył Falangę z karlistowską organizacją Comunión Tradicionalista i monarchistami w ruchu pod nazwą Tradycjonalistyczna Hiszpańska Falanga oraz Junty Ofensywy Narodowo-Syndykalistycznego (Falange Española Tradicionalista y de las Juntas de Ofensiva Nacional-Sindicalista,  FET y JONS). Za oficjalną podstawę ideową FET y JONS przyjęto 26 punktów historycznego Manifestu, ale z pominięciem punktu 27, zakładającego pełnię władzy Falangi w przyszłym państwie. Nowo powstałe ugrupowanie miało o wiele mniej radykalne oblicze, ponieważ w rzeczywistości było szeroką koalicją ugrupowań nacjonalistycznych. Na czele ugrupowania, liczącego w momencie zjednoczenia 250 tys. członków, stanął generał Franco jako caudillo (z hiszp. wódz, przywódca).
Po zwycięstwie dominujące wśród falangistów faszystowskie idee generał Franco podporządkował konserwatywnym i tradycjonalistycznym ideom nowego hiszpańskiego państwa. Członkostwo w FET y JONS stało się niezbędnym wymogiem kariery politycznej w Hiszpanii jako akt lojalności wobec reżimu. Chcąc przekonać ostatecznie do siebie te konserwatywne środowiska, dla których nie do przyjęcia była faszystowska przeszłość Falangi, caudillo stopniowo oczyszczał ją z radykalnych działaczy. Podkreślając ponadpartyjny charakter organizacji ostatecznie przekształcił ją w 1958 w Ruch Narodowy (Movimiento Nacional).  Po demontażu dyktatury w roku 1975 Ruch Narodowy zaprzestał działalności i 1 kwietnia 1977 został rozwiązany. Falanga wystąpiła z Ruchu Narodowego wraz z jego rozwiązaniem, a w 1976 ukonstytuowała się Falange Española de las J.O.N.S (nazwa organizacji z roku 1934) z pierwotnym programem, założeniami, umundurowaniem, działająca do dzisiaj. Po 1975 roku nastąpiły podziały w organizacji.
Symbolem partii było Jarzmo i Strzały (hiszp. Yugo y Flechas) – symbol Królów Katolickich (hiszp. Los Reyes Católicos), zaadaptowany jako logo partyjne Falangi. Hymnem partii Falange Española de las J.O.N.S była i jest pieśń Cara al Sol ("Twarzą ku Słońcu").

## Falanga po 1975 roku
Po zakończeniu rządów generała Franco w 1975 (dokładniej jego śmierci) i powrotu demokracji do Hiszpanii Falanga Española Tradicionalista y de las Juntas de Ofensiva Nacional-Sindicalista podzieliła się na kilka ugrupowań:
Obecnie klasyfikuje się następujące grupy:
- Falange Española de las JONS (FE de las JONS) – grupa kultywująca stare ideały partii z czasów swego założyciela. Jest to partia najmniej skrajna, bardziej konserwatywna (hasła przewodnie to: Justicia Social, Dignidad Humana, Patria). Istnieje od roku 1933. Po połączeniu z karlistami w 1937 roku Falange Española de las JONS formalnie przestała istnieć, jednak sama Falanga Tradicionalista było ugrupowaniem federacyjnym skupiającym kilka partii dlatego FE de las JONS zachowała w pewnym sensie kierownictwo i struktury. Przywódcami partii byli od (1933-1936/7) José Antonio Primo de Rivera, (18 kwietnia 1937 – 25 kwietnia 1937) Manuel Hedilla, (1937-1975/7) partia nie miała przywódcy, formalnie na czele Falanga Española Tradicionalista stał generał Franco a następnie do 1983 roku, Raimundo Fernández-Cuesta. Obecnie na jej czele stoi Diego Márquez Horrillo.
- Falange Auténtica (FA)- Bardziej radykalny odłam odwołujący się do pierwotnych idei Falangi, przewodzony przez Enrique Antigüedad'a
- Mesa Nacional Falangista (MNF)
- FE/La Falange – grupa kierowana przez Andrin'a. Przyjęła ona orzeczenie i konstytucję opisaną we Frente Nacional. Jest to grupa najbardziej skrajna.

## Galeria

Flaga Falangi.
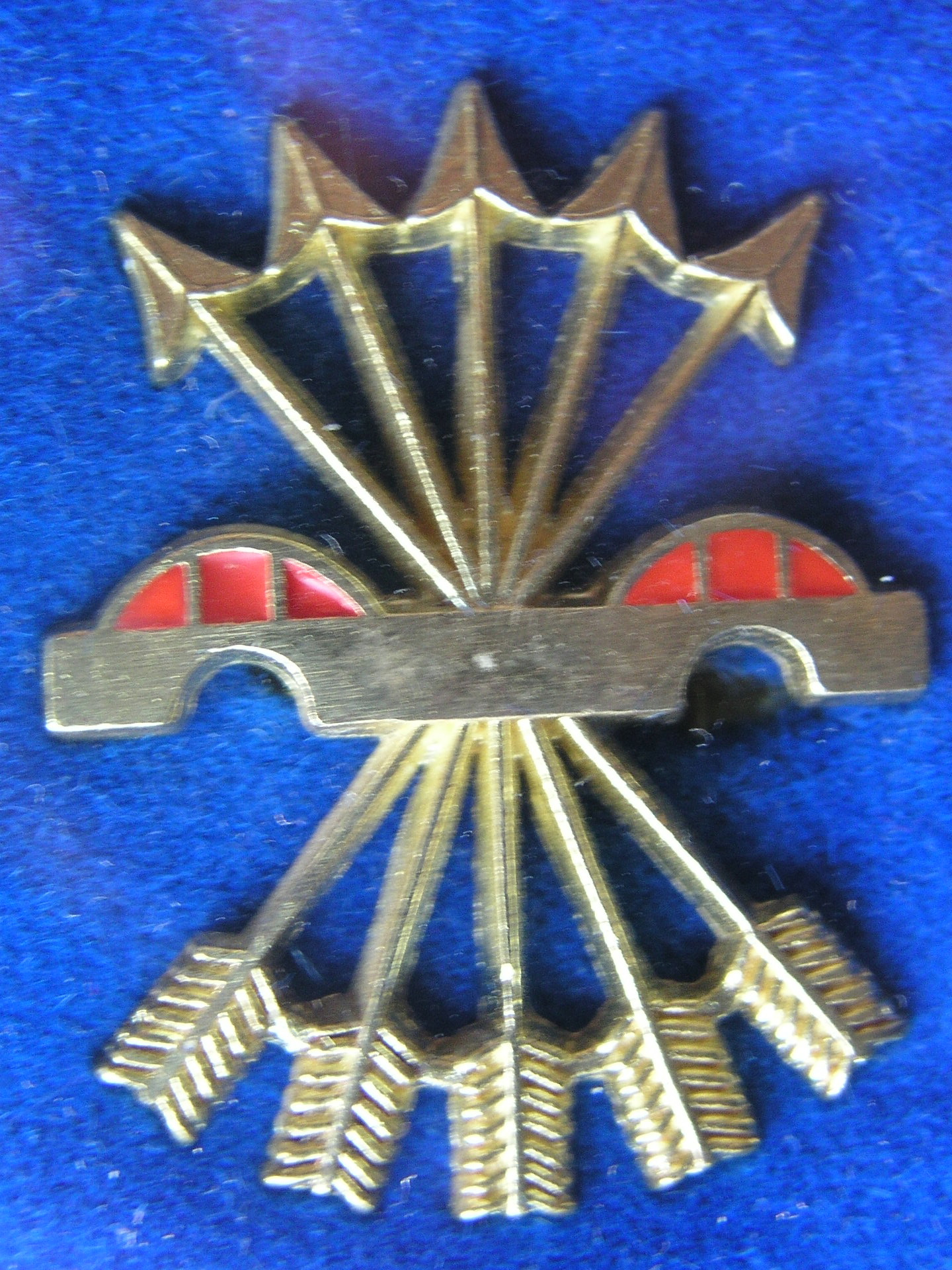
Wpinka falangistów.
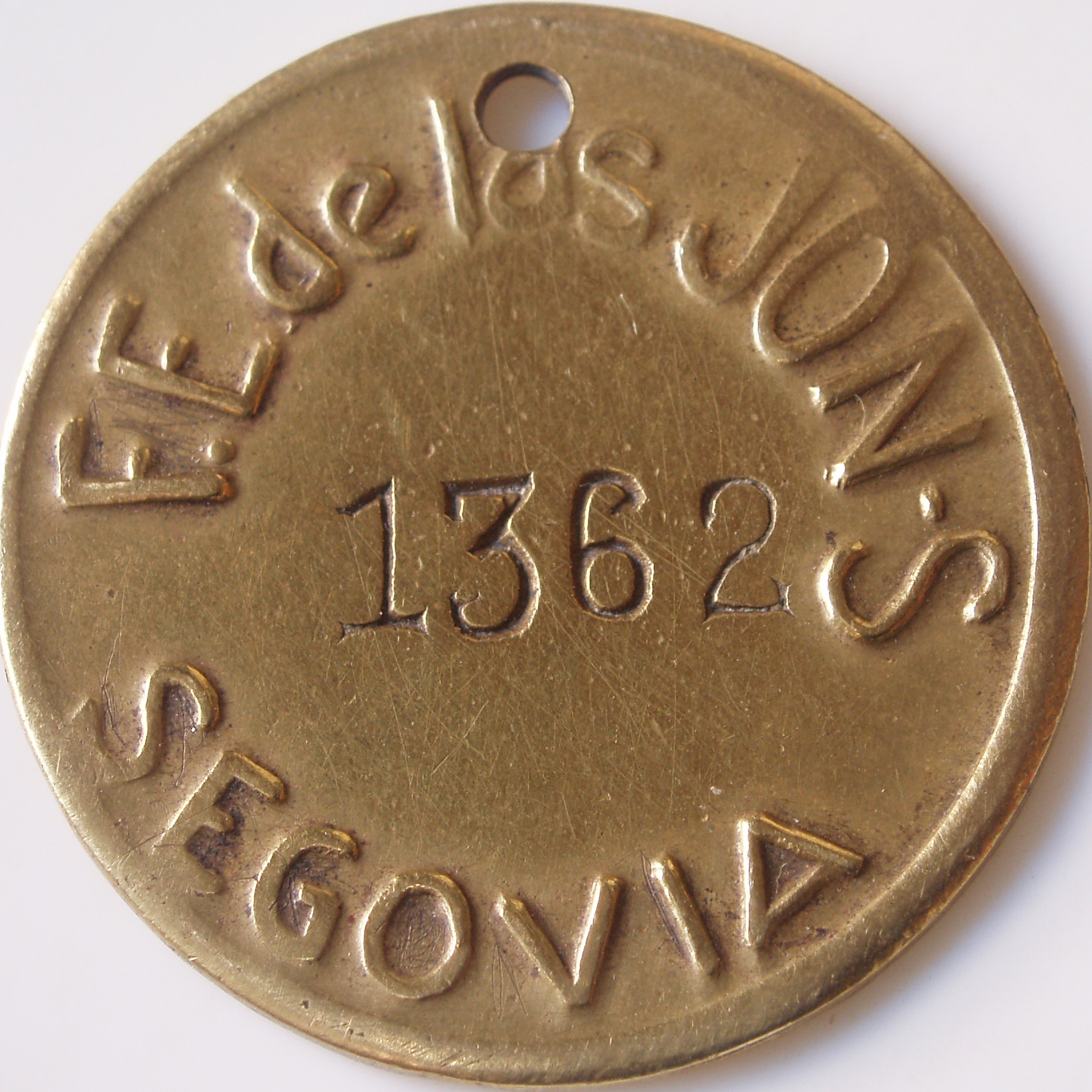
Nieśmiertelnik falangisty z okresu wojny domowej.
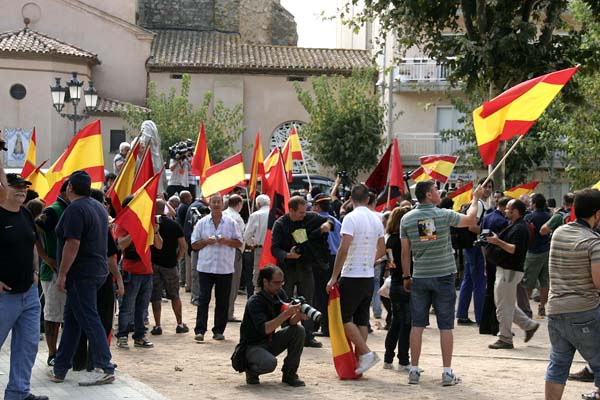
Manifestacja zwolenników FE de las JONS w 2009 roku.
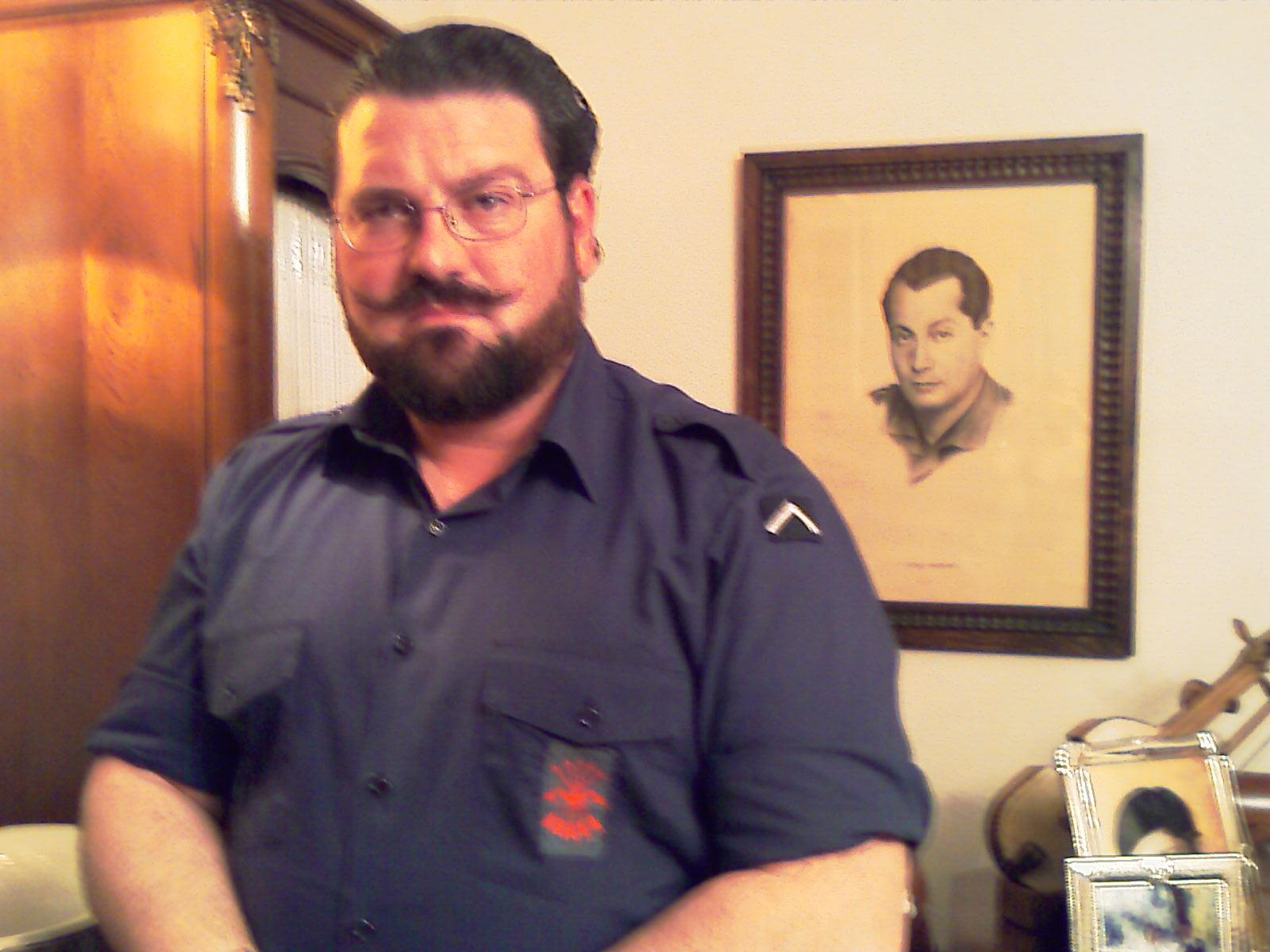
Członek współczesnej Falangi, w ciemnoniebieskiej koszuli, o wzorze niezmienionym od 1933 roku.
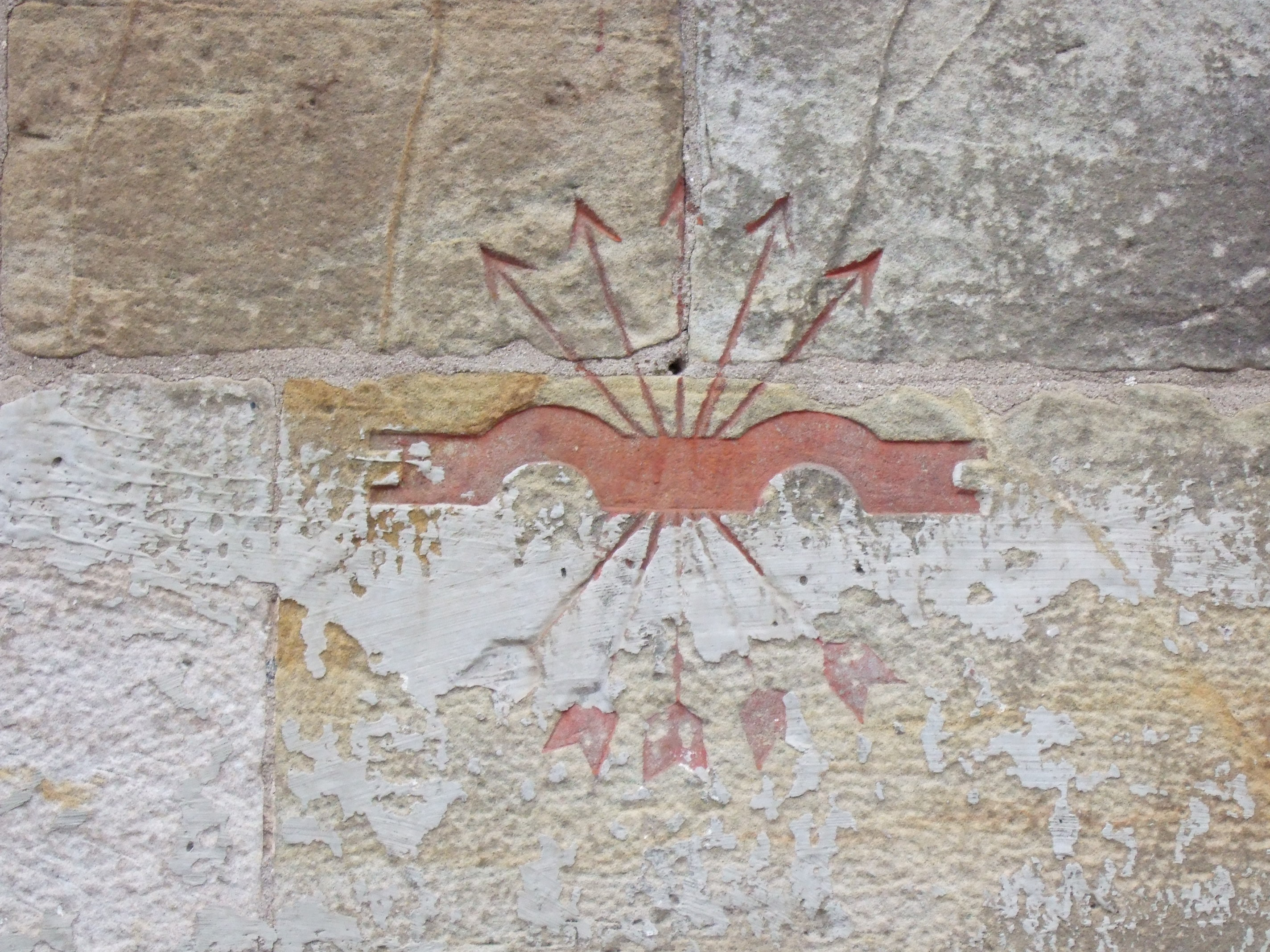
Jarzmo i strzały – symbol Falangi na murze Kościoła pod wezwaniem Świętego Sebastiana w Reinosa.